# Christine Arron
Christine Arron (ur. 13 września 1973 w Les Abymes, Gwadelupa) – francuska lekkoatletka, sprinterka. Rekordzistka Europy w biegu na 100 metrów.
W 1998 na mistrzostwach Europy w Budapeszcie zdobyła złoty medal na dystansie 100 metrów. W czasie tych mistrzostw uzyskała swój rekord życiowy w biegu na 100 m – 10,73 s. Po mistrzostwach trafiła pod opiekę Johna Smitha, jednego z najlepszych na świecie specjalistów od prowadzenia biegaczy krótkodystansowych. Odeszła od niego po niecałym miesiącu współpracy bo uznała, że trener za bardzo ją kontroluje oraz że nie jest w stanie wytrzymać ciężkiego reżimu treningowego, jaki narzucił jej Smith. Nie potrafiła dojść do fizycznej równowagi i na blisko rok, wycofała się ze sportowej rywalizacji. Wróciła do swojego pierwszego trenera Jaquespierra Santarda. Christine Arron jest przez fachowców podawana jako szablonowy przykład sprintera o słabej psychice. W kolejnych sezonach prezentowała dobrą, a nawet wysoką formę, biegając poniżej granicy 11 sekund, ale na docelowej imprezie odpadała w początkowej fazie zawodów, albo zajmowała odległe miejsce w finale. Jej największą słabością był kiepski start, jej reakcja startowa wynosiła niekiedy powyżej 0,2 s. Dopiero w 2003 zdobyła złoty medal mistrzostw świata w sztafecie 4 × 100 metrów. Jednak w występie indywidualnym zajęła dopiero 5. miejsce. Jedyny medal olimpijski zdobyła również w sztafecie 4 × 100 m – był to brązowy medal Igrzysk Olimpijskich w Atenach. Dopiero na mistrzostwach świata w Helsinkach w 2005 udało jej się zdobyć ponownie miejsce na podium w biegu indywidualnym – zajęła wówczas dwukrotnie trzecią lokatę na dystansach: 100 i 200 metrów. W tym samym roku wygrała 5 z 6 rozgrywanych na mitingach Golden League, biegów na 100 m. Uznana za najlepszą lekkoatletkę Europy roku 1998.
W 2012 ogłosiła zakończenie kariery.

## Życie prywatne
Christine Arron ma dwoje dzieci. Syna Ethana (ur. 2002), ze związku z francuskim płotkarzem Danem Philibertem, oraz córkę Cassandrę (ur. 16 maja 2013), ze związku z Benjaminem Camapaoré.

## Osiągnięcia sportowe

### Igrzyska olimpijskie
| Miejsce | Dzień       | Rok  | Miejscowość | Konkurencja        | Czas biegu | Strata   | Zwycięzca           |
| ------- | ----------- | ---- | ----------- | ------------------ | ---------- | -------- | ------------------- |
| 14.     | 23 września | 2000 | Sydney      | bieg na 100 m      | 11,42 s    | -        | Ekaterini Tanu      |
| 3.      | 30 września | 2000 | Sydney      | sztafeta 4 × 100 m | 42,42 s    | + 0,47 s | Bahamy              |
| 10.     | 21 sierpnia | 2004 | Ateny       | bieg na 100 m      | 11,21 s    | -        | Julija Nieściarenka |
| 14.     | 24 sierpnia | 2004 | Ateny       | bieg na 200 m      | 23,05 s    | -        | Veronica Campbell   |
| 3.      | 27 sierpnia | 2004 | Ateny       | sztafeta 4 × 100 m | 42,54 s    | + 0,81 s | Jamajka             |
| 16.     | 15 sierpnia | 2008 | Pekin       | bieg na 100 m      | 11,36 s    | -        | Shelly-Ann Fraser   |

### Mistrzostwa świata
| Miejsce | Dzień       | Rok  | Miejscowość | Konkurencja        | Czas biegu | Strata   | Zwycięzca               |
| ------- | ----------- | ---- | ----------- | ------------------ | ---------- | -------- | ----------------------- |
| 4.      | 3 sierpnia  | 1997 | Ateny       | bieg na 100 m      | 11,05 s    | + 0,22 s | Marion Jones            |
| 3.      | 9 sierpnia  | 1997 | Ateny       | sztafeta 4 × 100 m | 42,21 s    | + 0,74 s | Stany Zjednoczone       |
| 6.      | 22 sierpnia | 1999 | Sewilla     | bieg na 100 m      | 10,97 s    | + 0,27 s | Marion Jones            |
| 2.      | 29 sierpnia | 1999 | Sewilla     | sztafeta 4 × 100 m | 42,06 s    | + 0,14 s | Bahamy                  |
| 4.      | 24 sierpnia | 2003 | Paryż       | bieg na 100 m      | 11,06 s    | + 0,13 s | Torri Edwards           |
| 1.      | 30 sierpnia | 2003 | Paryż       | sztafeta 4 × 100 m | 41,78 s    | –        | –                       |
| 3.      | 8 sierpnia  | 2005 | Helsinki    | bieg na 100 m      | 10,98 s    | + 0,05 s | Lauryn Williams         |
| 3.      | 12 sierpnia | 2005 | Helsinki    | bieg na 200 m      | 22,31 s    | + 0,15 s | Allyson Felix           |
| 4.      | 13 sierpnia | 2005 | Helsinki    | sztafeta 4 × 100 m | 42,85 s    | + 1,07 s | Stany Zjednoczone       |
| 6.      | 27 sierpnia | 2007 | Osaka       | bieg na 100 m      | 11,08 s    | + 0,07 s | Veronica Campbell-Brown |
| 13.     | 1 września  | 2007 | Osaka       | sztafeta 4 x 100 m | 43,88 s    | -        | Stany Zjednoczone       |

### Mistrzostwa Europy
| Miejsce | Dzień       | Rok  | Miejscowość | Konkurencja        | Czas biegu | Strata   | Zwycięzca     |
| ------- | ----------- | ---- | ----------- | ------------------ | ---------- | -------- | ------------- |
| 1.      | 19 sierpnia | 1998 | Budapeszt   | bieg na 100 m      | 10,73 s    | –        | –             |
| 1.      | 22 sierpnia | 1998 | Budapeszt   | sztafeta 4 × 100 m | 42,59 s    | –        | –             |
| 8.      | 29 lipca    | 2010 | Barcelona   | bieg na 100 m      | 11,37 s    | + 0,27 s | Verena Sailer |
| 2.      | 1 sierpnia  | 2010 | Barcelona   | sztafeta 4 × 100 m | 42,45 s    | + 0,16 s | Ukraina       |
| 17.     | 27 czerwca  | 2012 | Helsinki    | bieg na 100 m      | 11,55 s    | -        | Iwet Łałowa   |
| 5.      | 1 lipca     | 2012 | Helsinki    | sztafeta 4 × 100 m | 43,44 s    | + 0,93 s | Niemcy        |

### Halowe mistrzostwa świata
| Miejsce | Dzień    | Rok  | Miejscowość | Konkurencja  | Czas biegu | Strata   | Zwycięzca      |
| ------- | -------- | ---- | ----------- | ------------ | ---------- | -------- | -------------- |
| 7.      | 5 marca  | 2004 | Budapeszt   | bieg na 60 m | 7,21 s     | + 0,13 s | Gail Devers    |
| 4.      | 10 marca | 2006 | Moskwa      | bieg na 60 m | 7,13 s     | + 0,12 s | Me’Lisa Barber |

### Rekordy życiowe
- bieg na 100 metrów – 10,73 (19 sierpnia 1998 Budapeszt) rekord Europy
- bieg na 200 metrów – 22,26 (3 lipca 1999 Paryż)
- Sztafeta 4 × 100 metrów – 41,78 (30 sierpnia 2003 Paryż) rekord Francji, 5. wyniki w historii
- bieg na 50 metrów – 6,11 (2006) 10. wynik w historii
- bieg na 60 metrów – 7,06 (14 lutego 2006 Aubière)

### Najlepszy wynik w sezonie

#### 100 m
| Rok  | Wiek    | Wynik | Miejsce    | Data        | Wynik na świecie |
| ---- | ------- | ----- | ---------- | ----------- | ---------------- |
| 1997 | 24 lata | 11,03 | Montauban  | 22 lipca    | 7.               |
| 1998 | 25 lat  | 10,73 | Budapeszt  | 19 sierpnia | 2.               |
| 1999 | 26 lat  | 10,97 | Paryż      | 19 czerwca  | 9.               |
| 2000 | 27 lat  | 10,99 | Rzym       | 30 czerwca  | 9.               |
| 2001 | 28 lat  | 11,15 | Ateny      | 11 czerwca  | 20.              |
| 2003 | 30 lat  | 11,01 | Paryż      | 24 sierpnia | 5.               |
| 2004 | 31 lat  | 10,95 | Sotteville | 16 lipca    | 4.               |
| 2005 | 32 lata | 10,93 | Monako     | 9 września  | 4.               |
| 2006 | 33 lata | 11,33 | Paryż      | 26 sierpnia | 67.              |
| 2007 | 34 lata | 11,04 | Osaka      | 27 sierpnia | 10.              |
| 2008 | 35 lat  | 11,21 | Albi       | 24 lipca    | 42.              |
| 2010 | 37 lat  | 11,30 | Valance    | 8 lipca     | 56.              |
| 2012 | 39 lat  | 11,27 | Angers     | 16 czerwca  | 67.              |

- Hala

#### 50 m
| Rok  | Wiek    | Wynik | Miejsce  | Data      | Wynik na świecie |
| ---- | ------- | ----- | -------- | --------- | ---------------- |
| 2000 | 27 lat  | 6,14  | Liévin   | 19 lutego | 4.               |
| 2003 | 30 lat  | 6,19  | Liévin   | 23 lutego | 3.               |
| 2004 | 31 lat  | 6,12  | Aubière  | 21 lutego | 1.               |
| 2005 | 32 lata | 6,15  | Liévin   | 26 lutego | 1.               |
| 2006 | 33 lata | 6,11  | Aubière  | 26 lutego | 1.               |
| 2008 | 35 lat  | 6,23  | Bordeaux | 16 lutego | 1.               |

#### 60 m
| Rok  | Wiek    | Wynik | Miejsce  | Data      | Wynik na świecie |
| ---- | ------- | ----- | -------- | --------- | ---------------- |
| 1998 | 25 lat  | 7,15  | Bordeaux | 14 lutego | 6.               |
| 2000 | 27 lat  | 7,11  | Liévin   | 19 lutego | 7.               |
| 2003 | 30 lat  | 7,17  | Liévin   | 23 lutego | 11.              |
| 2004 | 31 lat  | 7,08  | Aubière  | 21 lutego | 2.               |
| 2005 | 32 lata | 7,10  | Liévin   | 26 lutego | 3.               |
| 2006 | 33 lata | 7,06  | Aubière  | 26 lutego | 5.               |
| 2008 | 35 lat  | 7,17  | Paryż    | 22 lutego | 10.              |

#### 200 m
| Rok  | Wiek    | Wynik | Miejsce           | Data        | Wynik na świecie |
| ---- | ------- | ----- | ----------------- | ----------- | ---------------- |
| 1997 | 24 lata | 22,62 | Bari              | 17 czerwca  | 8.               |
| 1999 | 26 lat  | 22,26 | Paryż             | 3 lipca     | 7.               |
| 2003 | 30 lat  | 22,92 | Turyn             | 6 czerwca   | 40.              |
| 2004 | 31 lat  | 22,60 | Villeneuve-d’Ascq | 26 czerwca  | 16.              |
| 2005 | 32 lata | 22,31 | Helsinki          | 12 sierpnia | 4.               |
| 2007 | 34 lata | 22,88 | Niort             | 4 sierpnia  | 42.              |